# 英国铁路车站等级
英国交通部将英国全国铁路所属的2520座火车站分为6个等级（其中有两个等级再分为两个子等级）。这一评级方案于1996年做出，其中又有106座火车站在2009年被重新评级。 该分类标准适用于英国多数铁轨、交通信号、隧道、桥梁、平交道、车站、铁路附属用地等设施的所有者“英国铁路网公司”所属铁路网。
部分火车站同时拥有超过一个等级；比如伦敦圣潘克拉斯国际车站位于地上的主体部分的车站等级为A，位于地下供泰晤士连线使用的翼站部分的车站等级为C1。

## 车站等级体系
| 等级 | 等级 | 描述               | 数量（2011年） | 年客流量      | 举例                           |
| ---- | ---- | ------------------ | -------------- | ------------- | ------------------------------ |
| A    | A    | 全国性铁路枢纽站   | 28座           | 大于200万人次 | 伯明翰新街站、伦敦国王十字车站 |
| B    | B    | 区域铁路枢纽站     | 67座           | 大于200万人次 | 克拉珀姆交汇站、普雷斯顿站     |
| C    | C1   | 一般铁路枢纽站     | 248座          | 50–200万人次  | 城市泰晤士连线站、普利茅斯站   |
| C    | C2   | 一般铁路枢纽站     | 248座          | 50–200万人次  | 修道院森林车站、巴勒姆站       |
| D    | D    | 中型有人值守火车站 | 298座          | 25–50万人次   | 阿伯加文尼站、阿克顿中央站     |
| E    | E    | 小型有人值守火车站 | 679座          | 低于25万人次  | 老街站、布希站                 |
| F    | F1   | 小型无人值守火车站 | 1,200座        | 低于25万人次  | 伦敦场站、希尔登站             |
| F    | F2   | 小型无人值守火车站 | 1,200座        | 低于25万人次  | 兰韦尔普尔站、克鲁斯山站       |
| 总计 | 总计 |                    | 2,520座        |               |                                |

C等再分为C1（城市车站或繁忙的交汇站）和C2（其它铁路终点站）两个子等级。唯一的例外是沃辛站，其车站等级被英国交通部定为“C等”，但不称为C1等或C2等。
F等再分为F1（年客流量大于10万人次）和F2（其它）两个子等级。